# Kim Hwang-jung
Kim Hwang-Jung (Osaka, 19 november 1975) is een voormalig Zuid-Koreaans voetballer.

## Carrière
Kim Hwang-Jung speelde tussen 1998 en 2001 voor JEF United Ichihara en Ventforet Kofu.

## Statistieken
| Japan   | Japan               | Japan       | League | League | Emperor's Cup | Emperor's Cup | J-League Cup | J-League Cup | Totaal | Totaal |
| Seizoen | Club                | League      | Wed.   | Goals  | Wed.          | Goals         | Wed.         | Goals        | Wed.   | Goals  |
| ------- | ------------------- | ----------- | ------ | ------ | ------------- | ------------- | ------------ | ------------ | ------ | ------ |
| 1998    | JEF United Ichihara | J. League 1 | 9      | 1      | 0             | 0             | 1            | 0            | 10     | 1      |
| 1999    | JEF United Ichihara | J. League 1 | 0      | 0      | 0             | 0             | 1            | 0            | 1      | 0      |
| 2000    | Ventforet Kofu      | J. League 2 | 31     | 5      |               |               |              |              | 31     | 5      |
| 2001    | Ventforet Kofu      | J. League 2 | 0      | 0      |               |               |              |              | 0      | 0      |
| Totaal  | Totaal              | Totaal      | 40     | 6      | 0             | 0             | 2            | 0            | 42     | 6      |